# Charles Delezenne
Compléments
Membre de l'Institut
Charles Édouard Joseph Delezenne (Lille, 4 octobre 1776 - 20 août 1866) est un mathématicien, physicien, chimiste, inventeur et surtout enseignant. Membre de l'Institut (Académie des sciences) à partir de 1855, il fut aussi un membre éminent de la Société des sciences, de l'agriculture et des arts de Lille (à partir de 1806). Cette société savante a conservé trace de ses travaux sur la l'optique, l'acoustique, l'électricité, l'électromagnétisme, mais aussi sur la météorologie et l'aréométrie (mesure de la densité de liquides et/ou de solides). On se souvient de lui dans le nord de la France, et tout particulièrement à Lille comme ayant été le premier promoteur de l'enseignement de la physique et de la chimie.

## Biographie

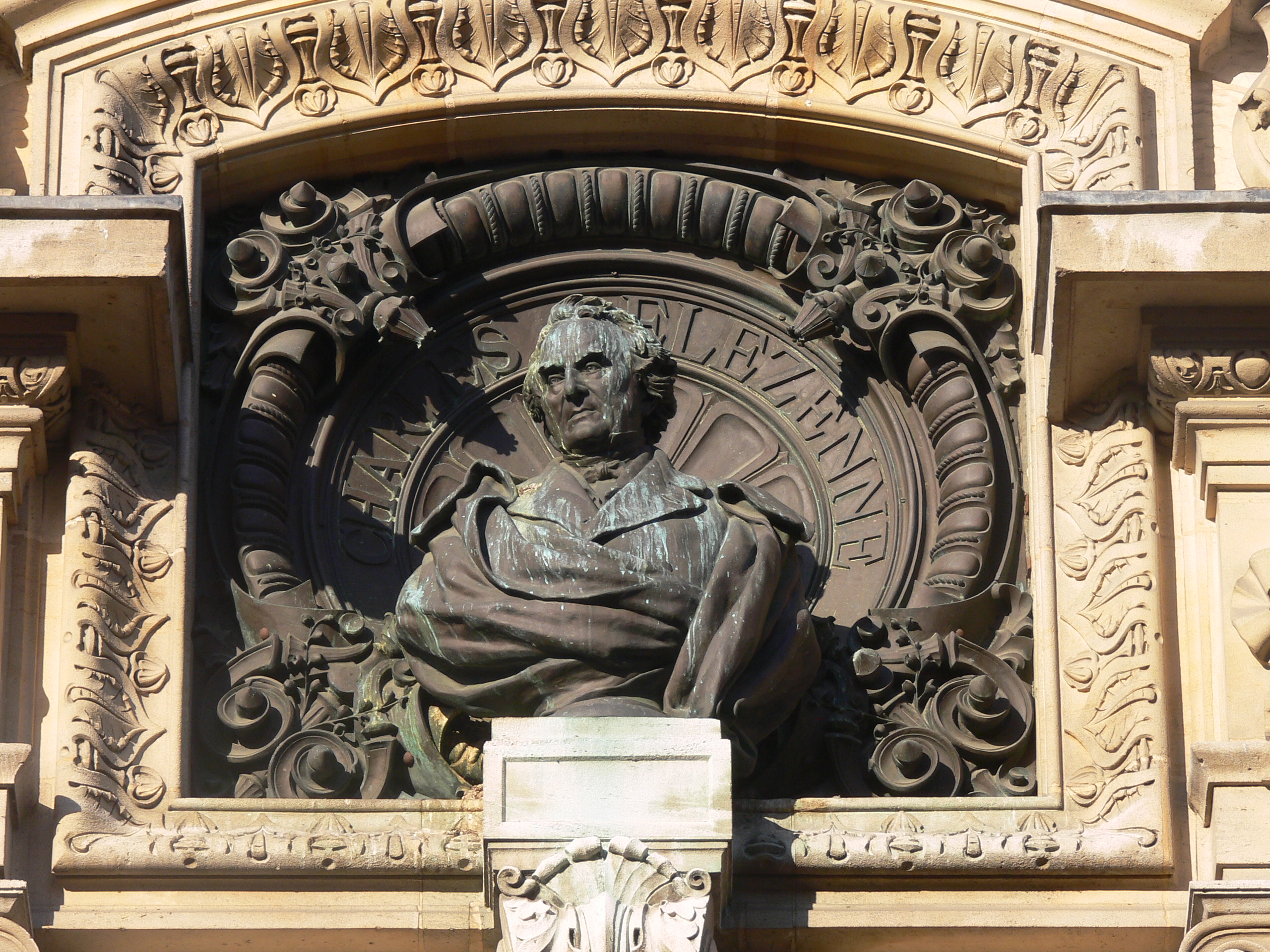
Buste et cadre.

Fils d'un petit mercier de Lille, Charles Delezenne se passionne pour l'étude des mathématiques et de la physique qu'il apprend à Paris, presque en autodidacte, faute de trouver les professeurs qu'il souhaiterait. Ces deux sciences et leur enseignement l'occuperont toute sa vie durant.
Quand Napoléon Bonaparte, premier Consul, décide de réformer l'instruction publique, Charles Delezenne est désigné par Sylvestre-François Lacroix comme professeur dans l'école fondée par Mme Campan à Saint-Germain-en-Laye où il enseigne notamment aux enfants des Beauharnais et des Napoléon (le jeune Beauharnais et Jérôme Bonaparte). L'histoire ne semble pas avoir retenu ce qui a motivé son départ de ce poste pour celui de professeur dans un lycée de Paris en 1803.
Le roi de Westphalie l'invite à enseigner en son pays, mais Delezenne décline cette invitation pour se consacrer en France à l'enseignement. En 1803, il est « maître de mathématiques » dans un des lycées de Paris ; en 1805, il rentre remplacer à Lille, dans l'école secondaire communale, rue des Arts, le professeur Testelin qui y détenait la chaire de Mathématique. Delezenne y restera jusqu'en 1836, année de sa retraite.
En 1817, il avait ouvert pour le compte de la municipalité (bien avant la création d'une Faculté des Sciences qui ne verra jour qu'en 1854), un cours public de physique, financé par la mairie. Delezenne y a assuré ce cours durant 31 ans (jusqu'en 1848).
En 1823, alors que les départements du Nord et du Pas-de-Calais sont en plein développement industriel, la municipalité lilloise a ouvert à la demande de Delezenne, une « chaire de chimie appliquée aux arts industriels ». Comme titulaire de la chaire, Delezenne est allé chercher un certain Charles-Frédéric Kuhlmann alors âgé de 20 ans dans les laboratoires de son ami Vauquelin. Kulhmann fera ensuite une brillante carrière industrielle, de chercheur et enseignant dans le Nord de la France.
Les enseignements de Charles Delezenne en physique et de Frédéric Kuhlmann en chimie appliquée aux arts industriels dans le cadre des écoles académiques de Lille sont les fondations de l'enseignement des sciences industrielles lilloises, préalables à la création de la Faculté des sciences de Lille et de l'École des arts industriels et des mines (École centrale de Lille).

## Œuvres

### Inventions
Il a inventé divers instruments scientifiques simples, dont 
- des piles sèches,
- un polariscope (nommé Analyseur-Delezenne dans certains traités de physique),
- un stéphanoscope permettant d'observer les couronnes solaires quand le soleil est légèrement voilé.

### Ouvrages
Ouvrages de Charles Delezenne à la Bibliothèque nationale de France :
- Mémoire sur les valeurs numériques des notes de la gamme, par M. Delezenne. 16 mars 1827, imprimerie L. Danel, grande place à Lille.
- Analyse de l'ouvrage de M. le Bon de Prony,... sur le calcul des intervalles musicaux (20 septembre 1833), par M. Delezenne.
- Rapport de la commission chargée de recueillir les observations météorologiques, par M. Delezenne
- Notions élémentaires sur les phénomènes d'induction (par C. Delezenne)	1845
- Additions aux notions élémentaires sur les phénomènes d'induction, par M. Delezenne ,1848
- Sur les Principes fondamentaux de la musique, par M. Delezenne, séance du 1er décembre 1848
- Acoustique. Sur la formule de la corde vibrante, par M. Delezenne, 1851
- Expériences et observations sur le Ré de la gamme, par M. Delezenne, 1852
- Considérations sur l'acoustique musicale, par M. Delezenne, Séance du 3 août 1853
- Expériences et observations sur les cordes des instruments à archet, par M. Delezenne,1853
- Sur la Transposition, par M. Delezenne,1853
- Note sur le ton des orchestres et des orgues, par M. Delezenne, 1854
- Note sur le ton des orchestres et des orgues, par M. Delezenne (Séance [de la Société des sciences de Lille] du 1er septembre 1854.)
- Considérations sur l'acoustique musicale, par M. Delezenne,1855
- Sur la constitution et la suspension des nuages, par M. Delezenne,1856
- Table de logarithmes acoustiques, depuis 1 jusqu'à 1200, précédée d'une instruction élémentaire, par M. Delezenne, 1857
- Note sur l'éclairage à l'huile de colza, par M. Delezenne,1858
- Les Pigeons voyageurs, par M. Delezenne,1862

### Distinctions
- 1850 : chevalier de la Légion d'honneur en 1850;
- 1855 : membre correspondant de l'Institut (élu par 43 voix sur 47 votants) ; ses travaux sont référencés par l'Académie des sciences en section de physique générale[5]
- 1861 : il reçoit la 1re médaille d'or décernée par la section des sciences du comité des sociétés savantes de France (pour honorer les savants de province).
- Pour l'honorer, Benoît Damien a fait poser un portrait en buste, en bronze, au-dessus de l'entrée de l'Institut de Physique de Lille (devenu l'ESJ, École supérieure de journalisme de Lille), rue Gauthier de Châtillon (actuelle rue Angellier).